# Ceresa cavicornis
Ceresa cavicornis är en insektsart som beskrevs av Carl Stål. Ceresa cavicornis ingår i släktet Ceresa och familjen hornstritar. Inga underarter finns listade i Catalogue of Life.